# Bahnhof Mino-Akasaka
Der Bahnhof Mino-Akasaka (jap. 美濃赤坂駅 Mino-Akasaki-eki) ist ein Bahnhof auf der japanischen Insel Honshū. Er wird gemeinsam von den Bahngesellschaften JR Central und Seinō Tetsudō betrieben und befindet sich in der Präfektur Gifu auf dem Gebiet der Stadt Ōgaki, westlich von Gifu.

## Verbindungen
Mino-Akasaka ist die nördliche Endstation der im Bahnhof Ōgaki beginnenden Mino-Akasaka-Linie, einer Zweigstrecke der Tōkaidō-Hauptlinie. Nahverkehrszüge befahren sie während der morgendlichen Hauptverkehrszeit alle 20 bis 30 Minuten, während der abendlichen Stoßzeit alle 40 bis 50 Minuten, tagsüber ungefähr stündlich (wobei am frühen Nachmittag eine dreistündige Taktlücke besteht).

## Anlage
Der Kopfbahnhof steht in einem Wohnviertel im Stadtteil Akasakachō und wird an seiner Ostseite von weitläufigen Industrieanlagen begrenzt. Sehenswürdigkeiten in der Nähe sind der Kanoyama-Schrein und das Kinshozan-Fossilienmuseum. Die ebenerdige Anlage ist von Süden nach Norden ausgerichtet und umfasst neun Gleise, wobei ein Stumpfgleis dem Personenverkehr dient. Dieses liegt ganz im Westen an einem Seitenbahnsteig, der vom Empfangsgebäude flankiert wird. Die übrigen acht Gleise dienen dem Rangier- und Güterverkehr von JR Freight und Seinō Tetsudō. Letztere betreibt die 1,3 km lange Ichihashi-Linie, die kurz vor dem Bahnhof von der Mino-Akasaka-Linie abzweigt, diesen an der Ostseite passiert und zu einem großen Kalksteinbruch führt. In der Mitte des Gleisfelds steht ein zusätzlicher Bahnsteig für den Güterverkehr. An der Südwestseite befindet sich das Lokomotivdepot der Seinō Tetsudō. Der Bahnhof ist nicht mit Personal besetzt; betriebliche Aufgaben wie die Steuerung der Weichen werden von der Seinō Tetsudō im Auftrag von JR Central durchgeführt.

## Bilder

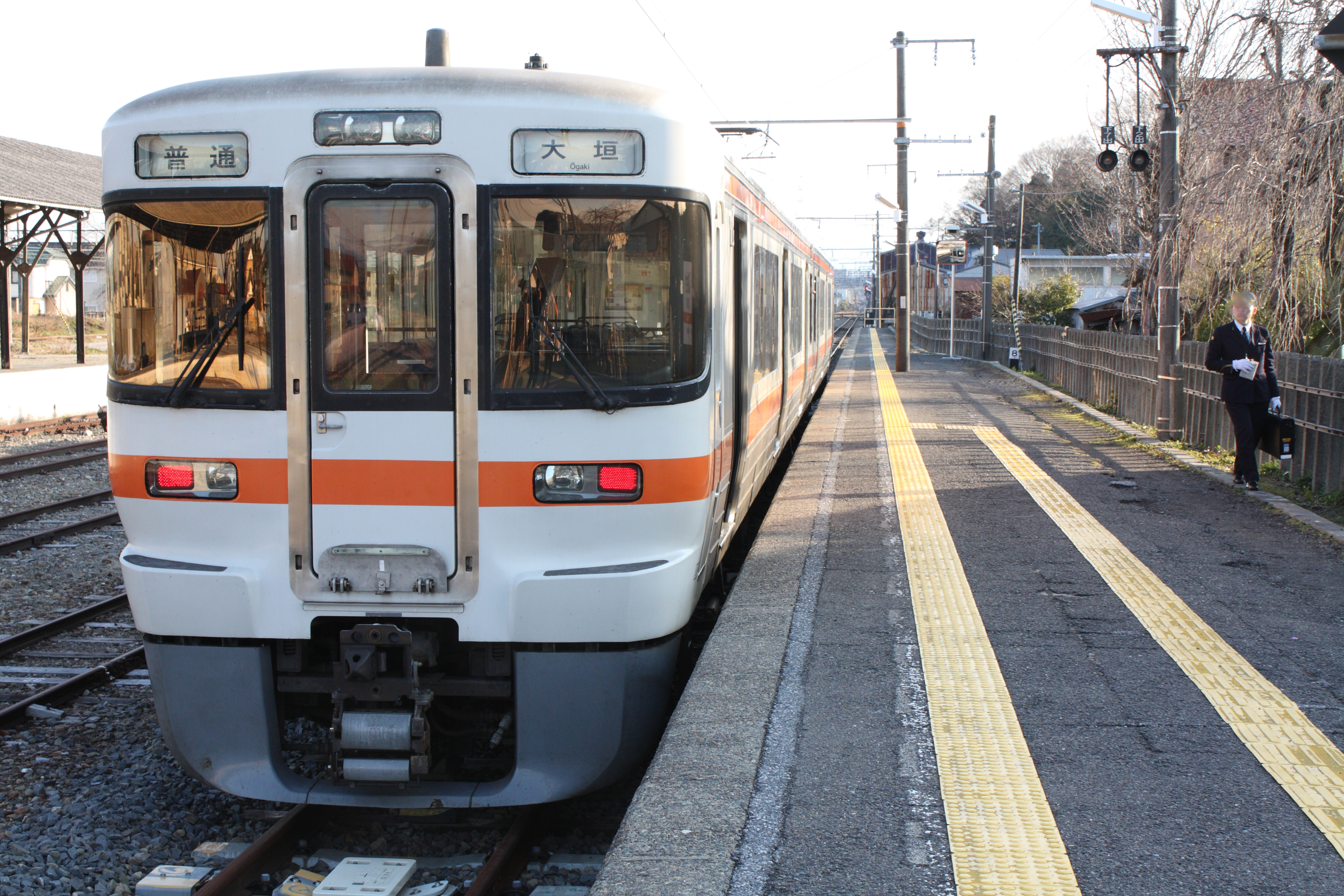
Bahnsteig und Triebwagen der Baureihe 313-300
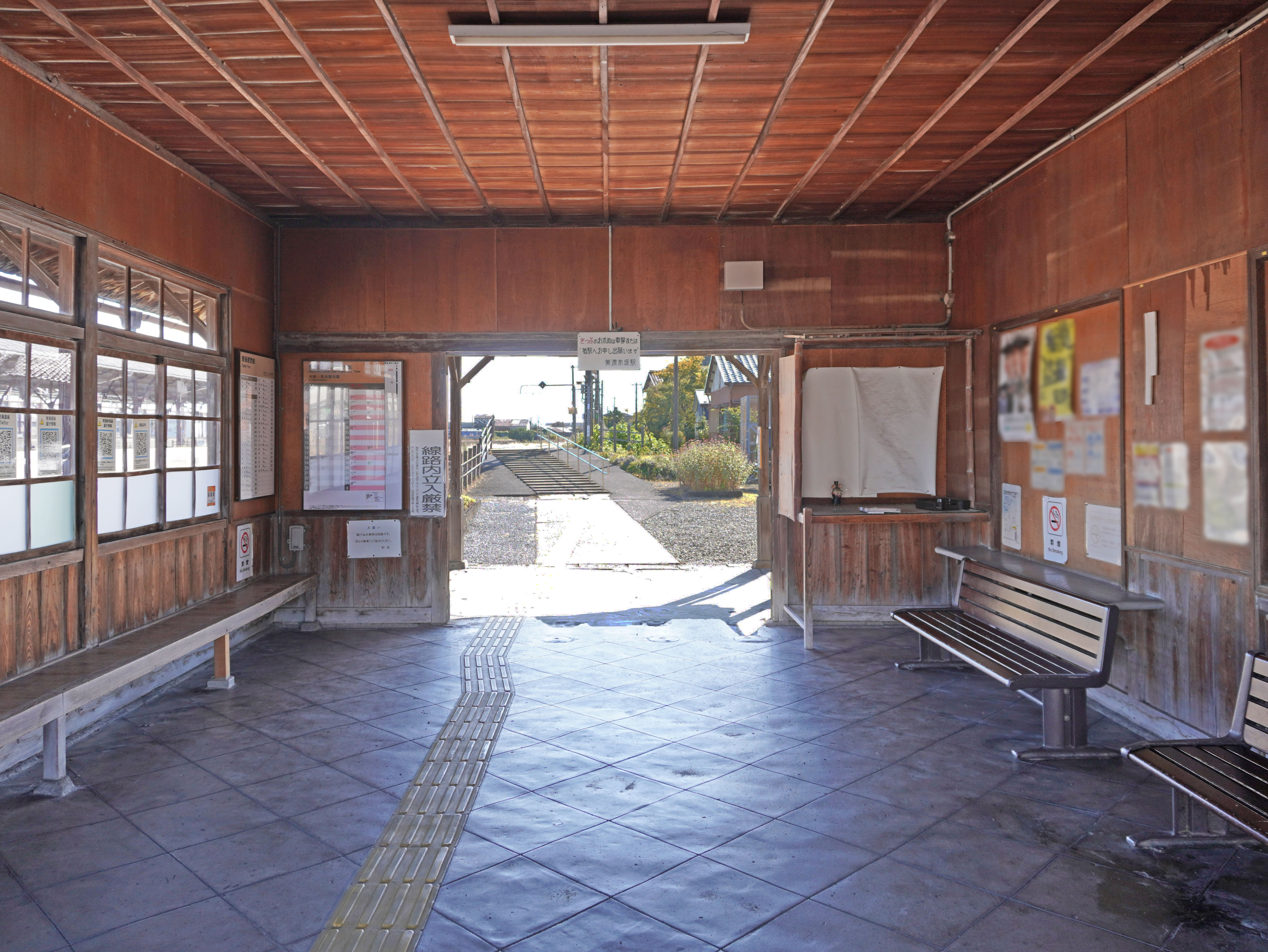
Wartesaal
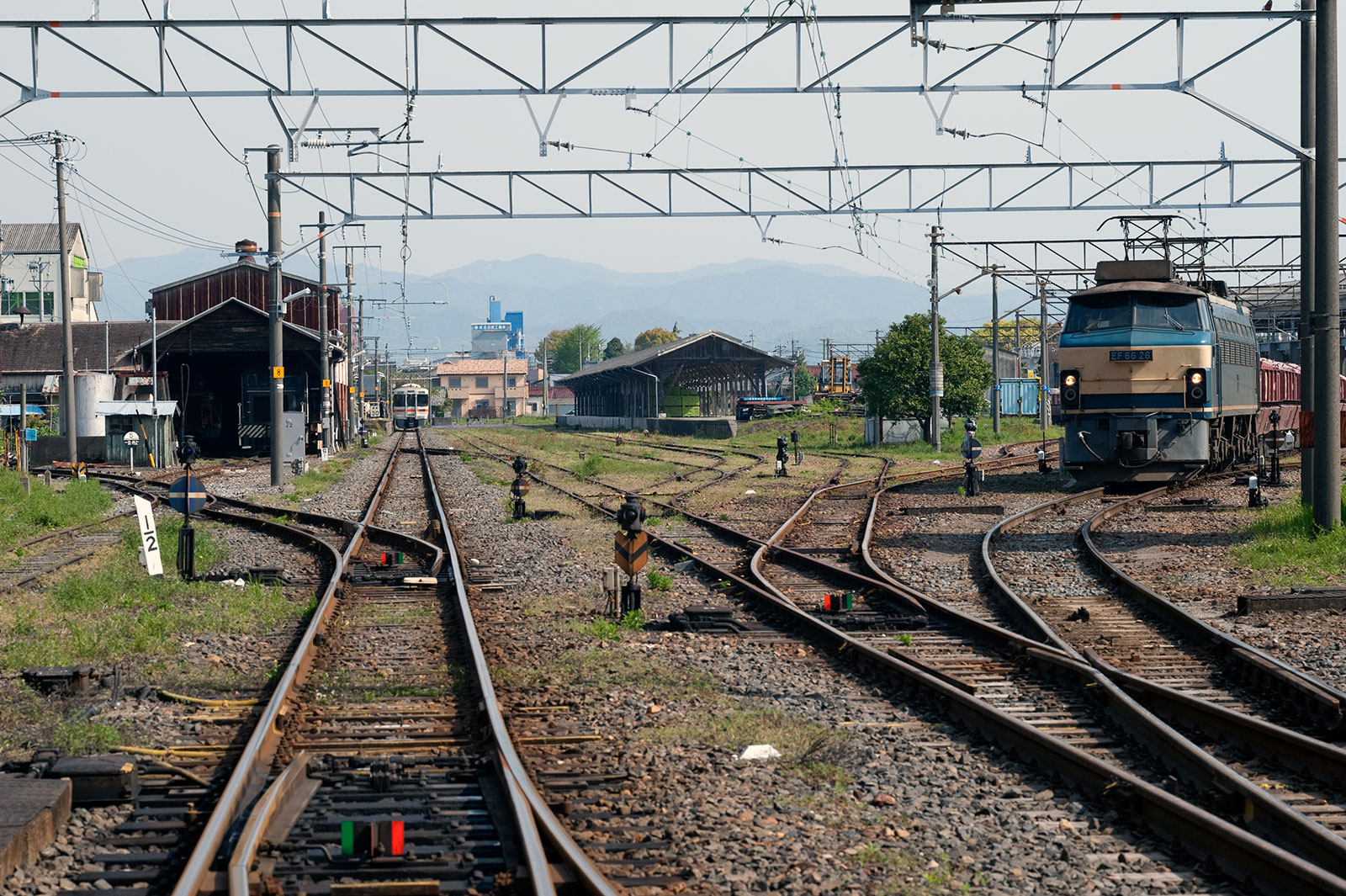
Anschlussgleise
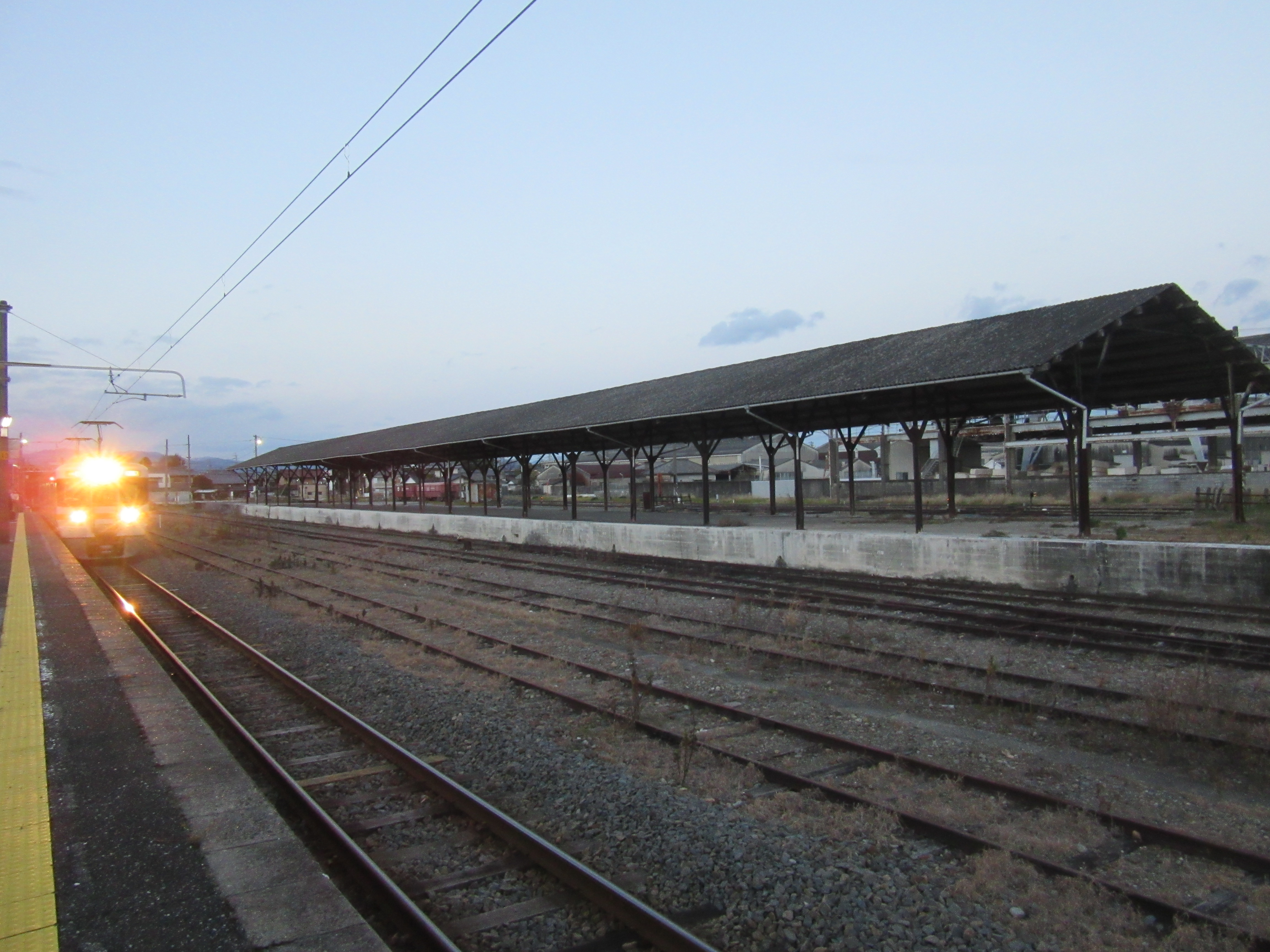
Güterbahnsteig
Gleisplan

## Geschichte
Das Eisenbahnministerium nahm den Bahnhof am 1. August 1919 in Betrieb, zusammen mit der in Ōgaki beginnenden Mino-Akasaka-Linie. Am 17. Dezember 1928 nahm die Seinō Tetsudō den Verkehr auf zwei daran anschließenden Güterstrecken auf, der Ichihashi-Linie und der Hirui-Linie. Seit dem 1. Mai 1971 ist der Bahnhof aus Kostengründen nicht mehr mit Personal besetzt. Im Rahmen der Privatisierung der Japanischen Staatsbahn ging er am 1. April 1987 in den Besitz der neuen Gesellschaft JR Central über, während JR Freight den Güterverkehr in Richtung Ōgaki übernahm. Am 31. März 2006 legte die Seinō Tetsudō die Hirui-Linie still.